# منزل أفتشنغي
منزل أفتشنغي (بالفارسية: خانه افچنگی) هو منزل تاريخي يعود إلى عصر القاجاريون ودولة بهلوية، ويقع في سبزوار.